# Zacate Colorado Segundo
Zacate Colorado Segundo är en ort i Mexiko.   Den ligger i kommunen Ignacio de la Llave och delstaten Veracruz, i den sydöstra delen av landet, 300 km öster om huvudstaden Mexico City. Zacate Colorado Segundo ligger 7 meter över havet och antalet invånare är 1 099.
Terrängen runt Zacate Colorado Segundo är mycket platt. Runt Zacate Colorado Segundo är det ganska tätbefolkat, med 72 invånare per kvadratkilometer. Närmaste större samhälle är Tlalixcoyan, 16,2 km nordväst om Zacate Colorado Segundo. Omgivningarna runt Zacate Colorado Segundo är en mosaik av jordbruksmark och naturlig växtlighet.